# Raphael Berweger
Raphael Berweger (* 1988) ist ein Schweizer Unihockeyspieler, der beim Nationalliga-A-Verein UHC Uster unter Vertrag steht. Im April 2021 gab er seinen Rücktritt aus dem Nationalliga-A-Team bekannt. Seither spielt er beim UHC Uster in der Kleinfeld-Liga.